# 姫路市立安富南小学校
姫路市立安富南小学校（ひめじしりつ やすとみみなみしょうがっこう）は、兵庫県姫路市安富町安志にある公立小学校。

## 沿革
- 1873年（明治6年） - 洪化小学校・文化小学校・仰化小学校・教化小学校・感化小学校の各校が、民家や寺院等を借用して開設される。
- 1874年（明治7年） - 感化小学校を承化小学校と改称。
- 1876年（明治9年） - 洪化・文化・仰化の各校を統合し、明倫小学校創立。同年に三川小学校も創立。
- 1891年（明治24年） - 明倫小学校・承化小学校をそれぞれ明倫尋常小学校・承化尋常小学校と改称。
- 1892年（明治25年） - 教化小学校を廃止し、明倫尋常小学校に編入。
- 1876年（明治28年） - 三川支校を廃止し、明倫尋常小学校に編入。
- 1900年（明治33年） - 明倫尋常小学校を安師第一尋常小学校と改称。
- 1901年（明治34年） - 承化尋常小学校を安師第二尋常小学校と改称。
- 1935年（昭和10年） - 両校を統合し、現在地に安師尋常高等小学校を開設。
- 1941年（昭和16年）4月1日 - 安師国民学校と改称。
- 1947年（昭和22年）4月1日 - 安師村立安師小学校と改称。
- 1956年（昭和31年）7月1日 - 宍粟郡安師村が同郡富栖村と合併、町制施行したのに伴い、安富町立安富南小学校と改称。
- 1964年（昭和39年） - 鉄筋3階建校舎が落成。
- 1976年（昭和51年） - 創立100周年記念行事。
- 1991年（昭和56年） - プール竣工。
- 2003年（平成15年） - 3階建新校舎が落成。旧校舎を解体、校地整備。
- 2006年（平成18年）3月27日 - 宍粟郡安富町が姫路市へ編入されたのに伴い、姫路市立安富南小学校と改称。

## 通学区域
- 姫路市安富町
  - 安志、名坂、三森、長野、塩野、植木野、三坂、瀬川、狭戸

卒業生は基本的に姫路市立安富中学校へ進学する。

## 周辺
- 姫路市役所安富事務所（旧・安富町役場）
- 安富郵便局
- 国道29号
- 林田川

## アクセス
- 神姫バス 安志にて下車

## 通学区域が隣接している学校
- 姫路市立安富北小学校
- 姫路市立莇野小学校
- 姫路市立上菅小学校
- 姫路市立伊勢小学校
- 姫路市立林田小学校
- たつの市立香島小学校
- 宍粟市立戸原小学校
- 宍粟市立河東小学校